# Schulhund
Ein Schulhund, auch Schulbegleithund genannt, ist ein speziell ausgebildeter und geprüfter Hund, der in Schulen eingesetzt wird, um Kindern Erfahrungen im Umgang mit Hunden zu ermöglichen. Hundeführer gehen dazu mit ihren Hunden in die Schule und bieten die Gestaltung von Unterricht an. Sie sollen helfen, Kindern Wissen um den Hund zu vermitteln und anschließend ermöglichen, das richtige Verhalten am Hund zu üben.
Neben ehrenamtlichen Hundeführern können auch Lehrpersonen ihre eigenen Hunde in der Schule einsetzen. Die Tiergestützte Pädagogik mit dem Hund setzt sowohl für den Hund als auch für den Hundeführer eine spezielle Ausbildung voraus.
Kommt ein Hund lediglich „zu Besuch“ in die Schule, wird dieser primär als „Besuchshund“ bezeichnet und wird meist im ehrenamtlichen Kontext eingesetzt.

## Konzept
Der Einsatz von Schulhunden setzt grundsätzlich ein pädagogisches Konzept an der durchführenden Schule voraus, das die individuellen Voraussetzungen der Schüler und der eingesetzten Hunde berücksichtigt. Ziel ist eine individuelle Förderung der einzelnen Schüler und ein effektiveres Arbeiten sowohl in der Klassengemeinschaft als auch in klassenübergreifenden Angeboten.
Untersuchungen von Kurt Kotrschal und Brita Ortbauer haben ergeben, dass allein schon die zeitweilige Anwesenheit eines Hundes im Klassenverband (freie Interaktion) Veränderungen bewirken kann:
- Schüler gehen lieber zur Schule
- Außenseiter werden aus ihrer Isolation geholt
- Auffälligkeiten reduzieren sich
- Positive Sozialkontakte werden gefördert
- Lehrer werden mehr beachtet.

Durch gelenkte Interaktionen im Klassenverband, in der Kleingruppe oder der Einzelarbeit können unter anderem Probleme in den Bereichen Wahrnehmung, Emotionalität, Sozialverhalten, Lern- und Arbeitsverhalten und Motorik mit Ergebnissen aufgearbeitet werden, da der Hund als „Katalysator“ wirkt.
Als Schulhunde eignen sich nur sehr gut ausgebildete und geführte Hunde, die einen hohen Stresspegel ertragen, ohne Zeichen von Aggression zu zeigen. Die Rasse spielt grundsätzlich keine Rolle, es kommt ausschließlich auf das Wesen des individuellen Tieres an.
Die Anwesenheit in einer 45-minütigen Unterrichtsstunde kann für den Hund einen hohen Stressfaktor darstellen. Bei täglichem mehrstündigen Einsatz ist die Gefahr einer Überreizung und Unkontrollierbarkeit des Hundes gegeben, wodurch eine Gefahr für die beteiligten Kinder entstehen kann.
Derzeit werden an deutschen Schulen mehrere hundert Schulhunde aus verschiedenen Rassen oder Mischlingshunde eingesetzt.

## Rechtliche Fragen
Neben versicherungstechnischen Erfordernissen ist vor dem Einsatz von Schulhunden die Genehmigung durch die zuständige Schulaufsichtsbehörde einzuholen.
Eine sorgfältige Gesundheitskontrolle in Hinblick auf Impfungen, Entwurmung und Flohvorsorge ist ebenso obligatorisch wie eine Klärung der disziplinarischen und haftungstechnischen Zuständigkeiten beim Einsatz von Schulhunden im Rahmen des Qualitätsmanagements der Schule.
Ob Schulhunde für Lehrer steuerlich anzuerkennende Arbeitsmittel darstellen, war umstritten. Das Finanzgericht Rheinland-Pfalz hatte die Anerkennung für einen an drei Wochentagen in einer Schule eingesetzten Hund abgelehnt, das Finanzgericht Düsseldorf hatte für einen an fünf Wochentagen an einer Schule eingesetzten Hund den 50%igen Abzug der angefallenen Aufwendungen als Werbungskosten zugelassen. Das Finanzamt hatte Revision beim Bundesfinanzhof eingelegt.
Der BFH entschied schließlich, dass Aufwendungen für einen sog. Schulhund bis zu 50 % als Werbungskosten bei den Einkünften einer Lehrerin aus nichtselbständiger Arbeit abgezogen werden können. Ein hälftiger Werbungskostenabzug sei nicht zu beanstanden, wenn der Hund innerhalb einer regelmäßig fünftägigen Unterrichtswoche arbeitstäglich in der Schule eingesetzt wird. Die Aufwendungen für die Ausbildung eines Schulhundes zum Therapiehund sind regelmäßig in voller Höhe beruflich veranlasst und damit als Werbungskosten abziehbar.